# Глейзер, Дан
Дан Леон Глейзер (ивр. דן ליאון גלזר‎, род. 20 сентября 1996 года, Тель-Авив, Израиль) — израильский профессиональный футболист, полузащитник казахстанского клуба «Кайрат».

## Биография
Глейзер родился и вырос в Тель-Авиве (Израиль), в семье евреев-ашкеназов. Он является двоюродным братом выпускника академии «Маккаби» (Тель-Авив), вратаря немецкой «Баварии» Даниэля Переца и старшим братом братьев-близнецов Тамира Глейзера и Амита Глейзера, которые также являются профессиональными футболистами. У него также есть немецкое гражданство.

## Клубная карьера
Дан — воспитанник «Маккаби» и играл за эту команду с 2014 года до 2023 года, а также дважды уходил в аренду: в Бейтар и Маккаби из Нетании.
В 2023 году он перешел в греческий клуб ОФИ, за который сыграл 27 матчей в сезоне 2023/2024.
9 июля 2024 года Глейзер перешёл в клуб «Пари Нижний Новгород» из Российской премьер-лиги по многолетнему контракту.
15 января 2025 года стал игроком алматинского «Кайрата».

## Карьера в сборной
Глейзер дебютировал на международной арене за взрослую сборную Израиля 11 сентября 2018 года, выйдя на замену на 74-й минуте товарищеского матча против Северной Ирландии, который прошел в Белфасте.